# Nueva Italia (Paraguay)
Nueva Italia es una ciudad paraguaya situada al sureste del Departamento Central. Es conocida como tierra de labriegos, por su eminente cultivo de piñas, batatas, tomates, melones, sandías, entre otros más.

## Historia
Fue fundado en la primera década del siglo XX por inmigrantes italianos. Está comunicada con Asunción a través de una carretera asfaltada en dirección oeste denominada ruta Guarambaré-Nueva Italia, y al departamento de Paraguarí por medio de la ruta PY18, que la comunica con la ciudad de Villeta al oeste, mientras que hacia el este cruza el arroyo Caañabé sobre un puente ancho y largo de hormigón, luego dos puentes más. Esta ruta nacional conecta Nueva Italia con la ciudad de Carapeguá y se extiende hasta la ciudad de Mayor Otaño.
Existen también descendencia de orígenes europeos, como los franceses, alemanes, checos, irlandeses y otros. Algunos apellidos clásicos de los fundadores y ciudadanos de Nueva Italia: Mura, Krause, Woitschach, Talen, Willin, Cousirat, Matto, Buzó, Laterza, Portelli, Guppy y otros.
Este lugar es la cuna del famoso jugador y el segundo máximo anotador de la selección paraguaya y el máximo del Deportivo Toluca de México: José Saturnino Cardozo.

## Geografía
Su cota es de 130 metros sobre el nivel del mar. Se encuentra rodeado por los llanos del Ypoá al sur y al este; al oeste por las colinas de Itá Ybaté, y al norte por las colinas de la ciudad de Itá.

## Compañías
Nueva Italia se divide en 12 compañías: Santa Rosa, San Pedro, San Francisco, San Blas, 2 de mayo, Tatare, Itá Yvate'i, Pindoty, Jukyty, Isla Guavirá, Tacuara y Chaco'i.

## Ciudades hermanadas
- Nueva Italia, Michoacán, México